# Desastres íntimos
Desastres íntimos, publicada en 1997, es una colección de cuentos de autoría de Cristina Peri Rossi. Ganadora del Premio Cervantes en 2021, Peri Rossi es una escritora, periodista y activista política uruguaya exiliada en España a raíz de la dictadura, en 1972. 
Desastres íntimos se distingue por la mirada subversiva que la autora emite sobre el cuerpo y el deseo, atravesados por el patriarcado y el capitalismo. 

## Contenido

#### Fetichistas
Marta, una maestra que vive sola, obsesionada con los cuellos masculinos, es parte de un club de 12 fetichistas. La única mujer en él. Un estudio de los fetiches – y de quienes se entregan a su devoción –, no como objetos de investigación, sino de adoración: un asunto de la fe y del amor secreto.

#### La ballena blanca
“Nos ocupamos del cuerpo sólo en la intimidad – explicó el hombrecito –. Luego, los cuerpos marchan separados, autónomos, y casi se vuelven invisibles. Esto aumenta la soledad de cada uno.”
Una conversación entre dos extraños – un hombre joven y un hombrecillo que espera la llegada de su pareja –, efímera y sólo capaz de existir en este espacio y tiempo tan aleatorio como preciso. En aquel, el hombrecillo habla de la mujer a la que espera: una mujer como cuerpo, una ballena blanca como mujer, objeto de una profunda adoración que no está tampoco exenta del deseo. Al contrario: es el deseo del hombre por su cualidad de ballena cual la eleva a aquella presencia ostensible que él tanto venera: “Es un cuerpo que obliga a pensar en él”.

#### Desastres íntimos
Desastres íntimos, el cuento que titula la colección, no gira en torno de lo erótico. Es un desastre íntimo en el sentido de serlo cotidiano: la cotidianidad del caos para una mujer soltera, madre de un hijo al que debe todavía llevar a la guardería; empleada en una oficina que no perdonará su retraso, y víctima de una tapa de lejía que no parece poder abrirse. Es a partir de este retazo de la mundanidad, un monólogo de ansiosas frustraciones, a primera vista inocente, que Peri Rossi empaca sus denuncias más punzantes.

#### El testigo
Uno de los relatos más moralmente complejos dentro de la colección. Protagonizado por un muchacho retraído, crecido bajo el amor de la madre y sus “amigas”, las amantes femeninas que, por temporadas, aloja en su hogar; explora el descubrimiento del deseo – la pubertad precoz –, cual se ve dinamizado ante la llegada de Helena, una actriz joven y vulnerable.

#### La semana más maravillosa de nuestras vidas
Este cuento hace de convento para el amorío de dos mujeres. Un amorío efímero, atrapado en el tiempo de una maravillosa semana – que después se transformaría en dos –, resguardado en una suite de hotel en Nueva York. La protagonista explora su afecto hacia la deslumbrante Eva, que pronto le confiesa estar casada. Una historia sobre los matrimonios y los engaños, y sobre la libertad sostenida por los secretos.

#### Una consulta delicada
Al consultorio de psicología del doctor Minnovis, un hombre estancado en su existencia, ambivalente ante sus logros y relaciones, llega un paciente curioso: un hombre que dice sentirse mujer. Sin poder achacar el padecimiento a una depresión o desajuste, una rabia oculta brota dentro del doctor, sin saber que esta consulta también habría de cambiarlo a él.

#### Extrañas circunstancias
Una mujer se entera de la muerte de su esposo bajo “extrañas circunstancias”. Lo que primero parece ser un crimen de alto suspenso, pronto se revela como un suicidio involuntario de una naturaleza no muy alejada al culto de quienes se permiten acceder a sus deseos más profundos.

#### La destrucción o el amor
Este relato es casi un ensayo sobre el deseo como una fuerza que consume; sobre el sexo como un acto casi religioso, de una devoción y entereza tan profunda que brilla por sobre todas las cosas.  Acompañado de una letargia de metáforas y reflexiones sobre la destrucción, el amor y el cuerpo, este relato propone al cuerpo como un campo de juegos, como un festín.

#### Entrevista con el ángel
Este relato trata la historia de un hombre en víspera de su mujer anunciarle el divorcio: lo deja por otra mujer. El hombre, confundido, enojado y contrariado, resuelve por ir a un bar travesti, donde conocerá al Ángel, una personalidad absorbente con quien sostiene una conversación reveladora.